# Agapetes borii
Agapetes borii är en ljungväxtart som beskrevs av Airy Shaw. Agapetes borii ingår i släktet Agapetes och familjen ljungväxter. Inga underarter finns listade i Catalogue of Life.